# 焰

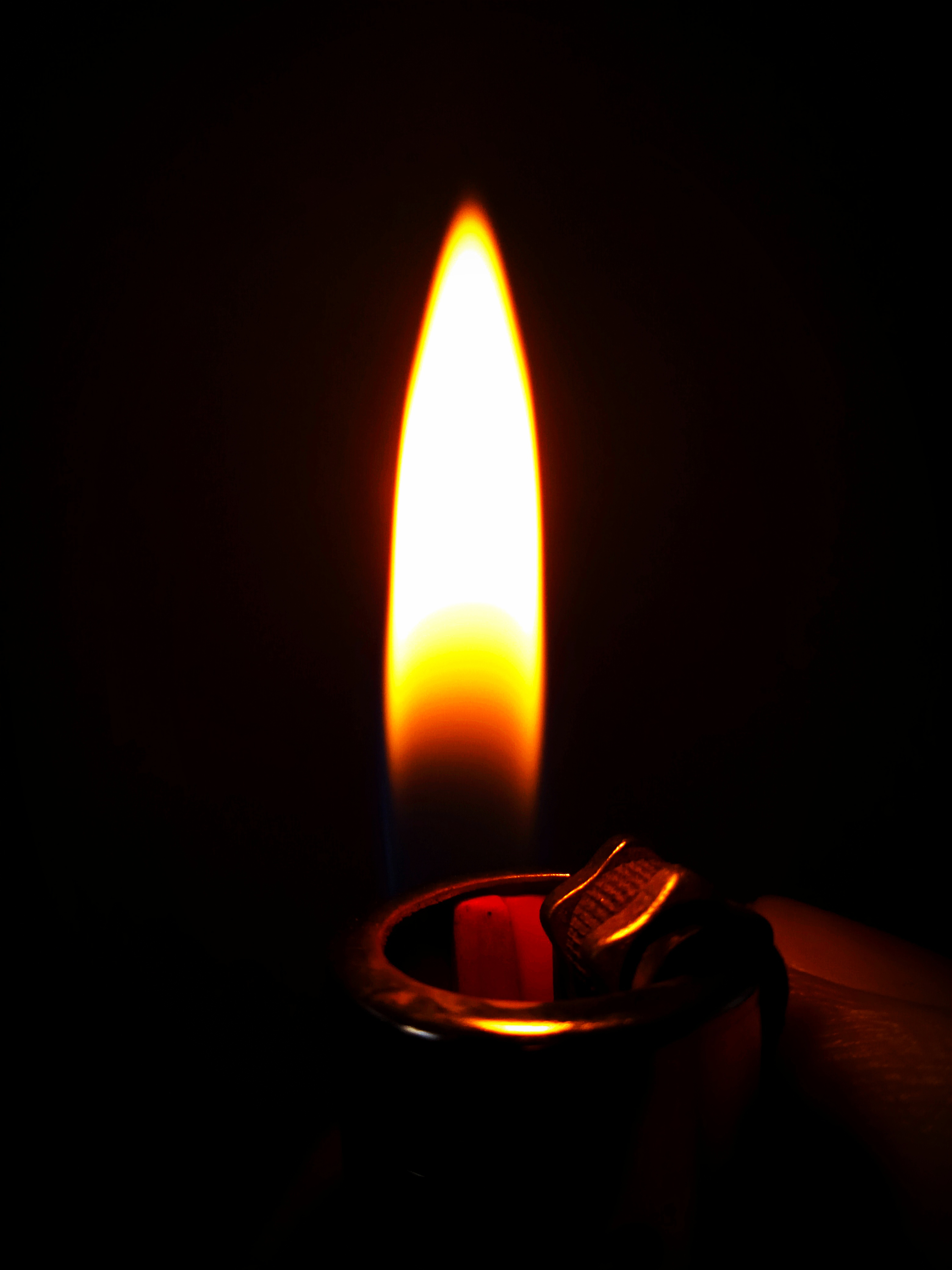
打火机的火焰

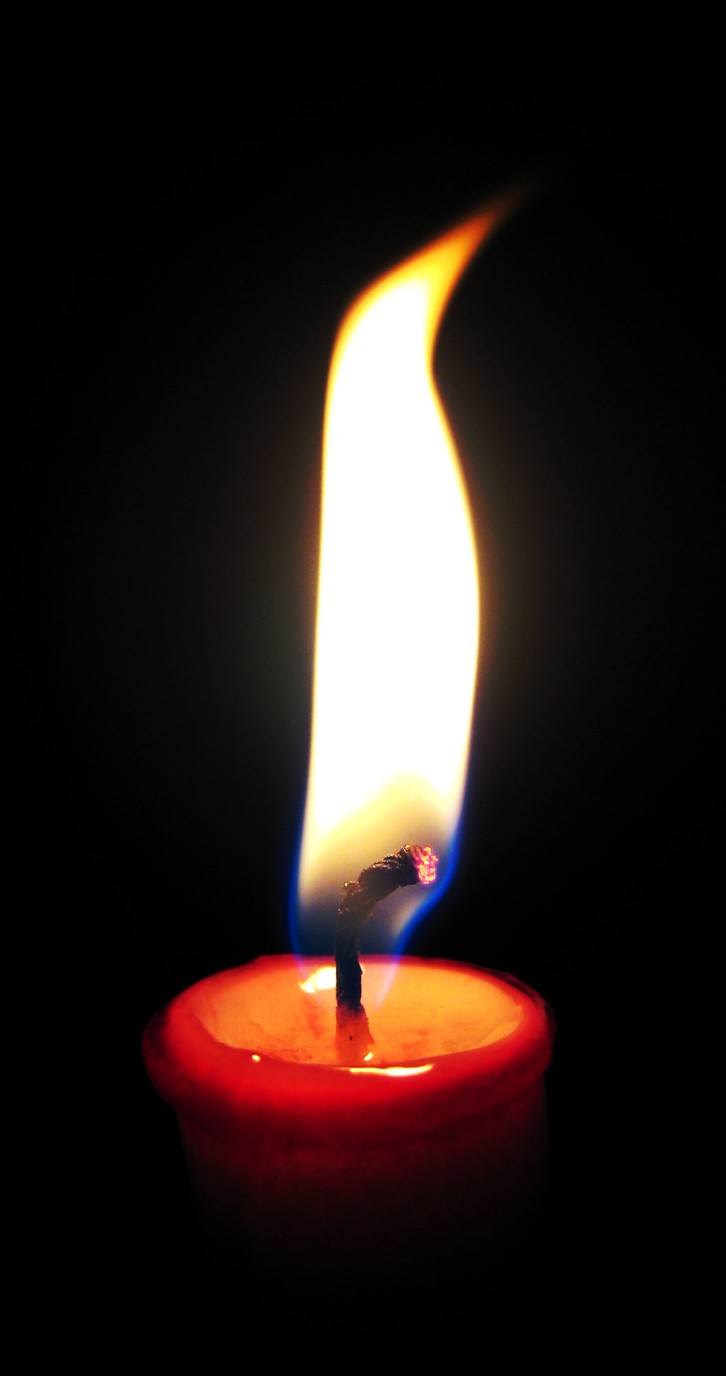
蠟燭上的火焰

焰（英语：flame）又稱火焰、火苗、明火，是物质燃烧产生的火中的发光部分。与之相对的，不发光的部分称为烟。没有明火，仅冒烟的燃烧称为悶燒。

## 机理
焰本质上是处于激发态的高温气体。可燃物质處於白熾的高溫狀態，白熾部分的高能粒子加速，並和其他粒子碰撞並发光，产生火焰。
在大氣中，愈高温的燃燒所發生的火焰會愈穩定。火焰的粒子運動以碰撞為主，其特征更接近氣體，而不是電漿體，但造成火焰這個現象的那個白熾物質的高能量有機會使周圍的氣體離子化，令周圍的氣體轉化為電漿體，因此某些高温火焰可能带有微量極低電離度的電漿體。

## 顏色

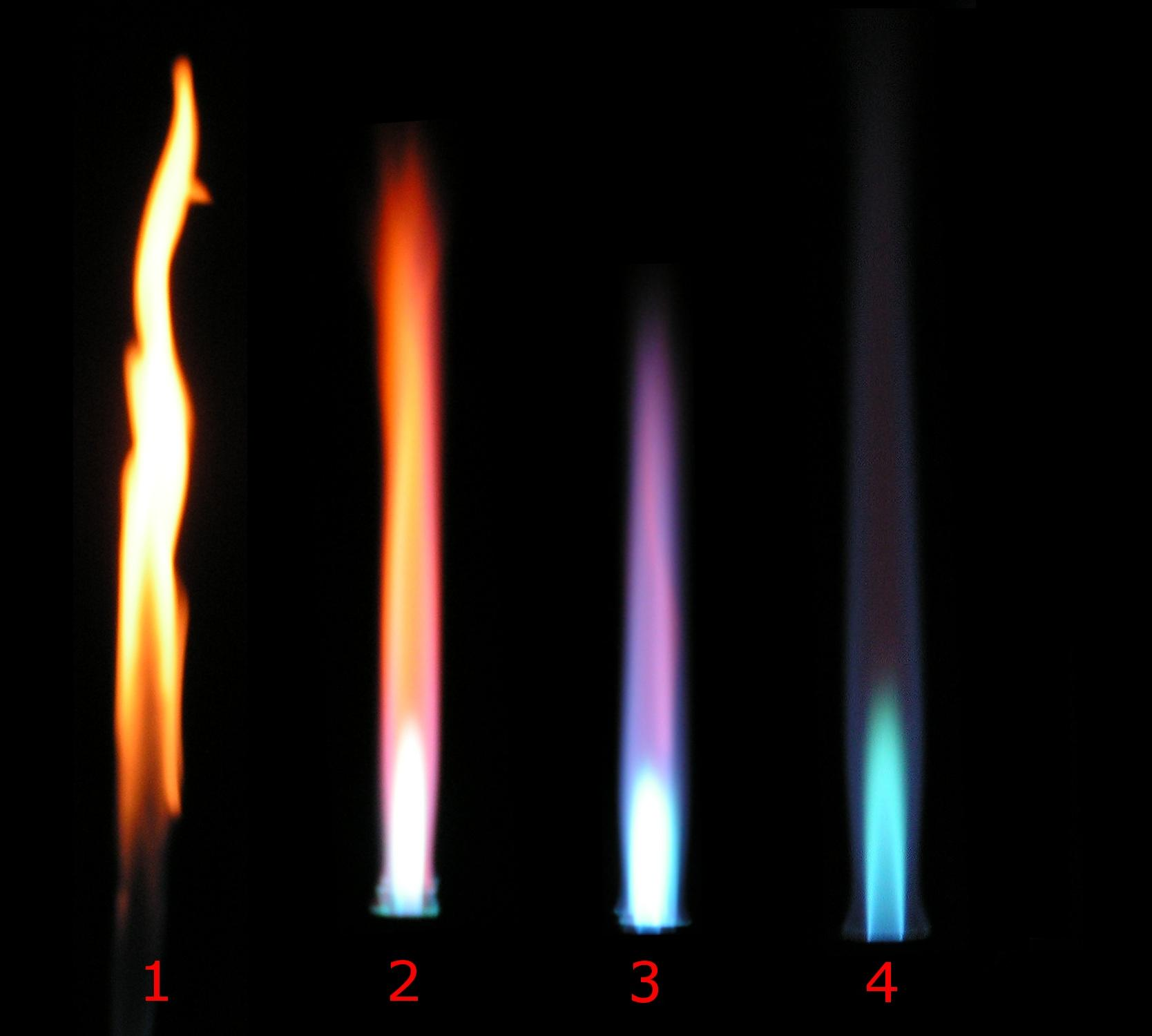
本生燈的不同火焰形式取決於氧氣的供應程度。左方的燃料沒有預先混合氧氣而產生黃色黑煙擴散火焰；右方的燃料預先混合充足的氧氣供應使火焰不會產生黑煙且火焰的顏色取決於分子自由基，特別是CH與C2的帶放射。紫色的部分是透過特殊的攝影過程而得出。

火焰的颜色取決於其燃燒介質（空氣）、次要則是温度，並不一定藍色光就比黄色光温度高。例如酒精燈外焰温度高於内焰，黄色就高於藍色。
颜色随温度变化的是物质本身所釋放的電磁輻射，例如：同樣的物體，將其燒到發紅的溫度低於將其燒的發白的溫度。
我們不可能只以目視的方法概估出火光的溫度，溫度與顏色的關係來自黑體輻射理論。
黃色火焰除了碳微粒多外，不完全燃燒的一氧化碳也多，為了健康著想，家中爐火應避免使用黃色火焰。相反地，藍色火焰也有其嚴重缺陷，它通常代表燃燒完全，局部溫度高，因而較易產生一氧化氮，同样影響人體健康。最好的解決方法是，烹調時一定要啟動排油煙機，而且要採用鐵板燒所使用的側吸方式。黃色火焰肇因於火焰高溫區中存有大量的碳顆粒，至於藍色火焰的火焰高溫區擁有較多的中間型分子，如一氧化碳分子、氫氧及碳氫自由基等，因而表現出藍色偏紫的顏色。火災現場常見的紅色火焰則代表火焰高溫區存在大量的水分子，因而呈現紅色。

## 溫度
| 燃燒材質        | 火焰溫度(°C)                         |
| --------------- | ------------------------------------ |
| 木炭火焰        | 750至1200                            |
| 甲烷 （天然氣） | 900至1500                            |
| 丙烷噴燈        | 1200至1700                           |
| 蠟燭火焰        | 至1100 （主要），熱點可能是1300-1400 |
| 鎂              | 1900至2300                           |
| 氫噴燈          | 至2000                               |
| 乙炔噴燈        | 至2300                               |
| 氧-乙炔         | 至3300                               |
| 回燃火焰峰      | 1700至1950                           |
| 本生燈火焰      | 900至1600（取決於空氣閥）            |
| 普通打火機火焰  | 280至500                             |